# Sesia apiformis
Sesia apiformis és una espècie de lepidòpter ditrisi de la família dels sèsids (Sesiidae). És una arna caracteritzada, com altres membres de la seva família, pel seu mimetisme batesià: imita la coloració de les vespes i es pot arribar confondre's amb elles. L'eruga perfora la fusta i pot arribar a ser una plaga per arbres tals com el pollancre.